# Miss Grand Internacional
Miss Grand Internacional, también conocido como Miss Grand, es un concurso de belleza femenino de origen tailandés, que se celebra anualmente. Candidatas provenientes de diferentes países (independientes o autónomos) del mundo se reúnen cada año en el país sede para competir por la corona. Cada concursante representa a su país de origen, y la ganadora del concurso lleva el título por un período de un año, añadiendo a él, el año en que lo ganó. Miss Grand Internacional 2024 es Christine Opiaza de filipinas, asumiendo el título después de la renuncia de Rachel Gupta el 28 de mayo de 2025

## Historia
En 2013, el empresario y presentador tailandés Nawat Itsaragrisil, fundó el concurso de belleza Miss Grand Internacional bajo el eslogan «Alto a la guerra y a la violencia».
La primera edición del concurso se realizó el 19 de noviembre en el Impact Arena de la ciudad de Bangkok, Tailandia, la cual contó con la participación de 71 países, siendo Janelee Chaparro de Puerto Rico la primera ganadora del concurso. Las siguientes dos ediciones se volvieron a llevar a cabo en el Estadio Cubierto Huamark de la ciudad de Bangkok, Tailandia.
En 2016, el concurso tuvo la oportunidad de realizarse por primera vez fuera de Tailandia y del continente asiático, siendo la ciudad Las Vegas, Estados Unidos, la encargada de realizar la cuarta edición del concurso. Esta edición contó con la participación de 74 países y fue transmitida por primera vez a través del Facebook oficial del concurso, siendo ganada por Ariska Putri Pertiwi de Indonesia, convirtiéndose en la primera asiática en ganar el concurso.
En 2020, el concurso fue reprogramado desde su ubicación inicial en Venezuela el 25 de octubre debido al impacto de la pandemia de COVID-19. En consecuencia, la organización optó por llevar a cabo el evento en Bangkok, Tailandia, el 27 de marzo de 2021. En esta edición, Abena Appiah de los Estados Unidos se convirtió en la ganadora del concurso, convirtiéndose en la primera mujer de negro en ganar el certamen Miss Grand Internacional.
En 2024, el concurso debía celebrarse inicialmente en Birmania. Sin embargo, debido al conflicto armado interno de Birmania, se trasladó para ser coorganizado en Tailandia y Camboya. Sin embargo, la organización ha decidido revocar los derechos de acogida de Camboya y celebrar el concurso únicamente en Tailandia.
Desde el establecimiento de la organización, Miss Grand Internacional tuvo situación que la ganadora no pudo cumplir con sus deberes y asumió la primera finalista como la ganadora solo vez en 2015. Después de que Claire Elizabeth Parker de Australia recibiera el título en lugar de Anea García de República Dominicana.
Aproximadamente más de 80 países han participado en el concurso, convirtiéndolo en uno de los concursos de belleza femeninos más reconocidos del mundo, especialmente en América Latina y Extremo Oriente.

### Selección de representantes nacionales
A pesar de que Miss Grand Internacional no pide a los países franquiciantes un concurso nacional para elegir a sus representantes, existen algunos que realizan su propio concurso, por ejemplo, Miss Grand España, Miss Grand Paraguay, Miss Grand Venezuela, Miss Grand Colombia y Miss Grand Tailandia. La mayoría de las participantes son designadas de entre las finalistas, por parte de las organizaciones nacionales, que se encargan de enviar representantes a Miss Universo o Miss Mundo.

## Ganadoras
| Año  | Miss Grand Internacional         | País                 | Ciudad anfitriona           | Candidatas |
| ---- | -------------------------------- | -------------------- | --------------------------- | ---------- |
| 2025 |                                  |                      | Bangkok, Tailandia          |            |
| 2024 | Rachel Gupta (Renunció)          | India                | Bangkok, Tailandia          | 69         |
| 2024 | Christine Opiaza (Asumió)        | Filipinas            | Bangkok, Tailandia          | 69         |
| 2023 | Luciana Fuster                   | Perú                 | Ciudad Ho Chi Minh, Vietnam | 69         |
| 2022 | Isabella Menin                   | Brasil               | Bogor, Indonesia            | 68         |
| 2021 | Nguyễn Thúc Thùy Tiên            | Vietnam              | Bangkok, Tailandia          | 59         |
| 2020 | Abena Appiah                     | Estados Unidos       | Bangkok, Tailandia          | 63         |
| 2019 | Valentina Figuera                | Venezuela            | Caracas, Venezuela          | 60         |
| 2018 | Clara Sosa                       | Paraguay             | Rangún, Birmania            | 75         |
| 2017 | María José Lora                  | Perú                 | Phú Quốc, Vietnam           | 77         |
| 2016 | Ariska Putri Pertiwi             | Indonesia            | Las Vegas, Estados Unidos   | 74         |
| 2015 | Anea García (Renunció)           | República Dominicana | Bangkok, Tailandia          | 77         |
| 2015 | Claire Elizabeth Parker (Asumió) | Australia            | Bangkok, Tailandia          | 77         |
| 2014 | Lees García                      | Cuba                 | Bangkok, Tailandia          | 85         |
| 2013 | Janelee Chaparro                 | Puerto Rico          | Bangkok, Tailandia          | 71         |

## Galería de ganadoras

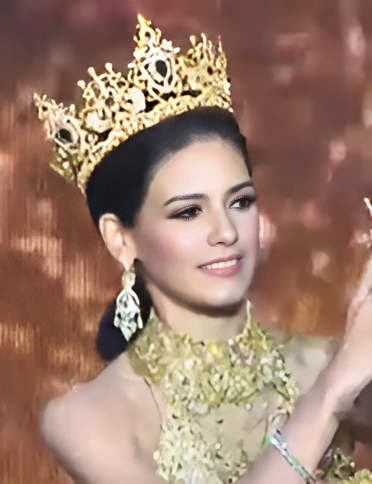
Miss Grand Internacional 2013 Janelee Chaparro Puerto Rico
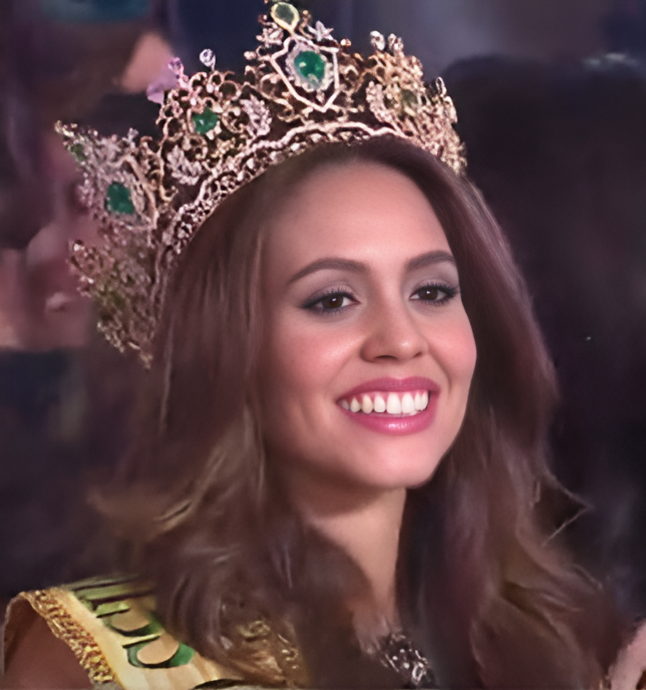
Miss Grand Internacional 2014 Lees García Cuba
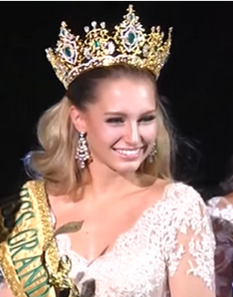
Miss Grand Internacional 2015 Claire Elizabeth Parker Australia
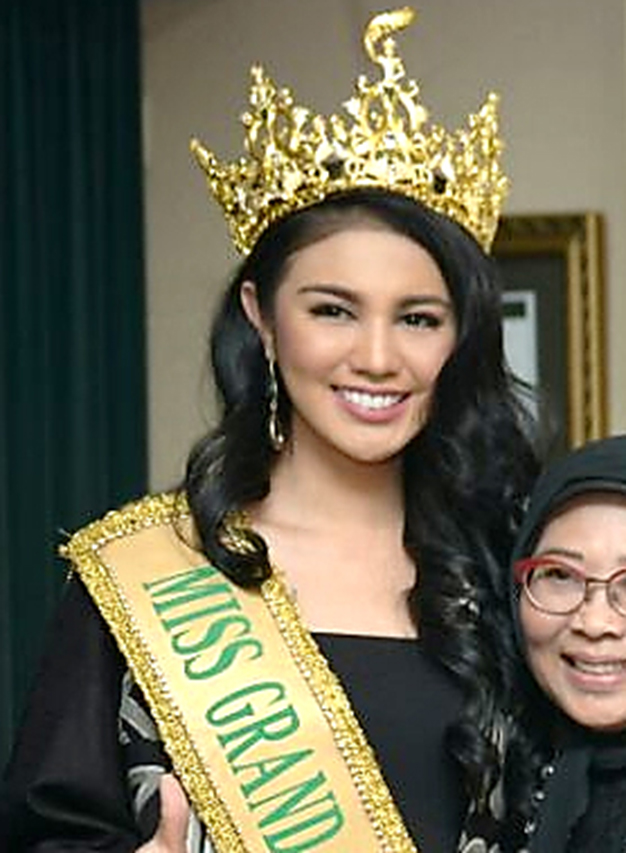
Miss Grand Internacional 2016 Ariska Putri Pertiwi Indonesia
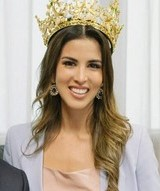
Miss Grand Internacional 2017 María José Lora Perú
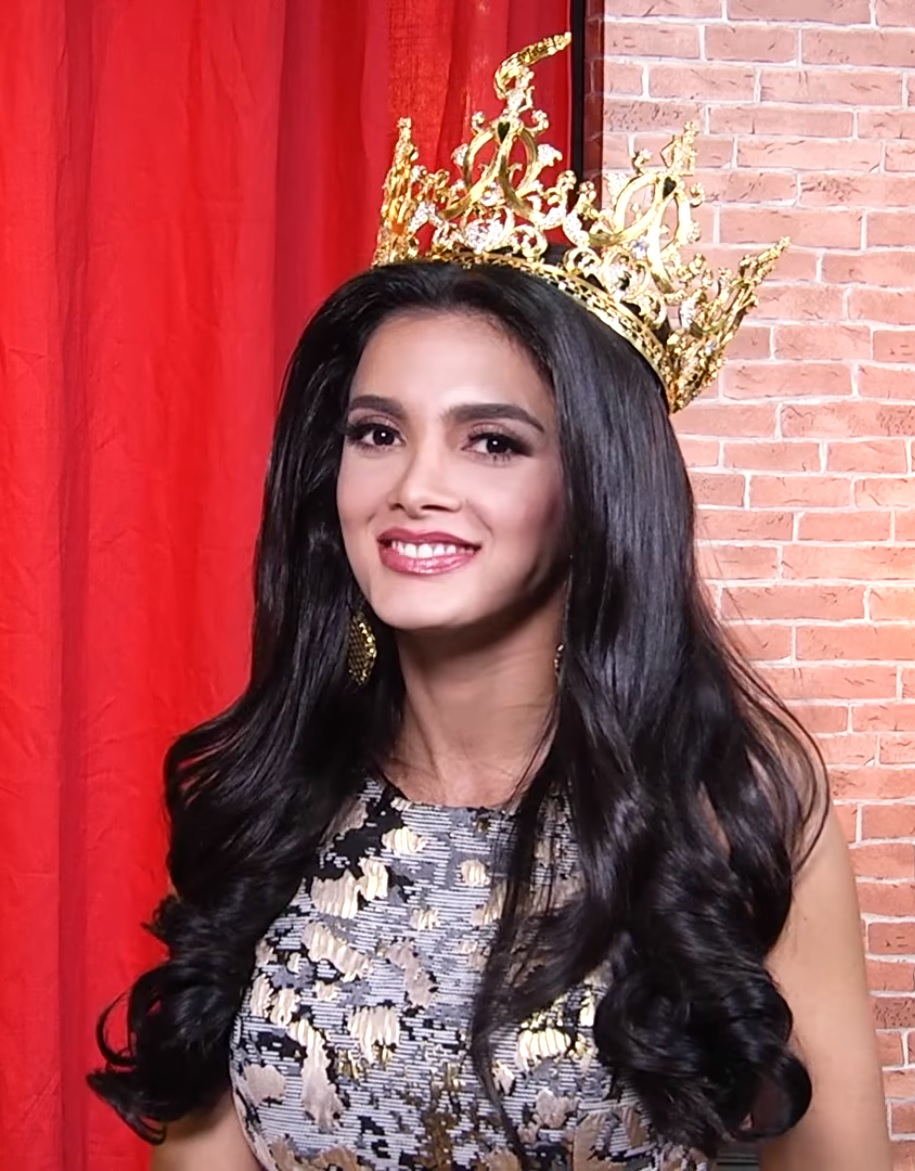
Miss Grand Internacional 2018 Clara Sosa
 Paraguay
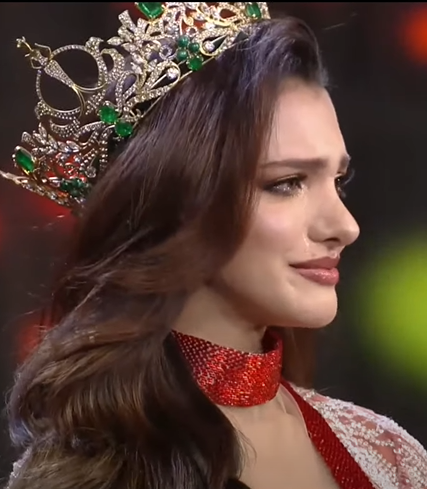
Miss Grand Internacional 2019 Valentina Figuera Venezuela
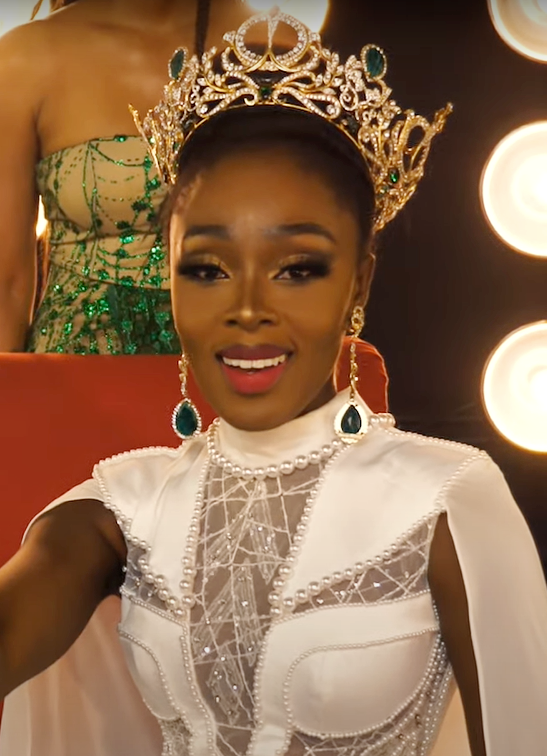
Miss Grand Internacional 2020 Abena Appiah Estados Unidos
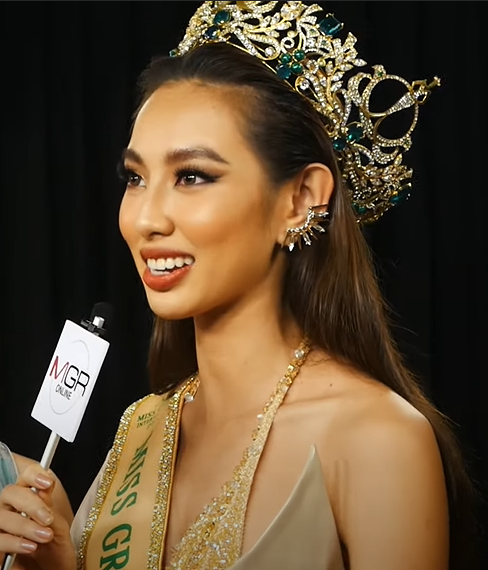
Miss Grand Internacional 2021 Nguyễn Thúc Thùy Tiên Vietnam
Miss Grand Internacional 2022 Isabella Menin Brasil
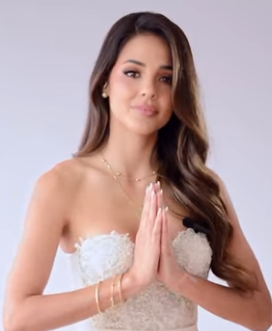
Miss Grand Internacional 2023 Luciana Fuster Perú
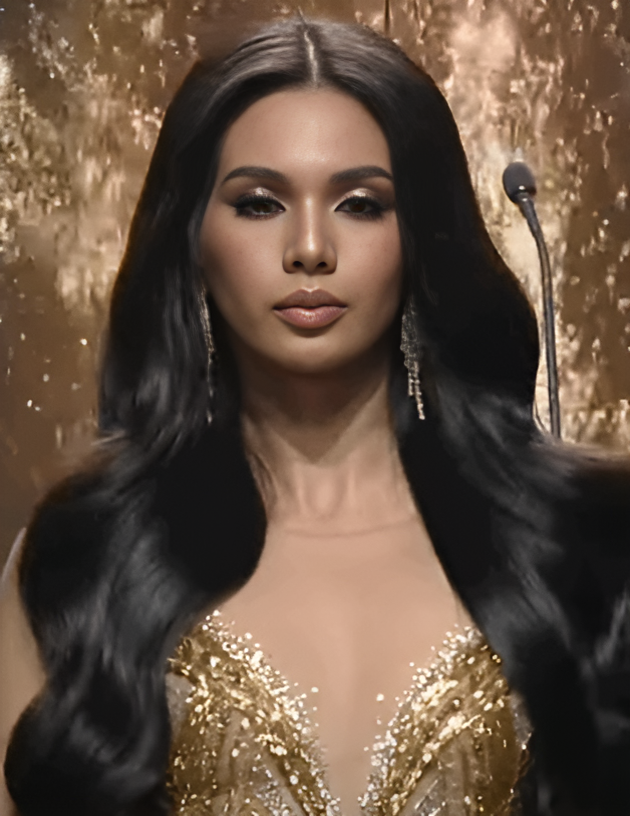
Miss Grand Internacional 2024 Christine Opiaza Filipinas

## Países ganadores
| País                 | Títulos | Año(s)     |
| -------------------- | ------- | ---------- |
| Perú                 | 2       | 2017, 2023 |
| Filipinas            | 1       | 2024       |
| India                | 1       | 2024       |
| Brasil               | 1       | 2022       |
| Vietnam              | 1       | 2021       |
| Estados Unidos       | 1       | 2020       |
| Venezuela            | 1       | 2019       |
| Paraguay             | 1       | 2018       |
| Indonesia            | 1       | 2016       |
| Australia            | 1       | 2015       |
| República Dominicana | 1       | 2015       |
| Cuba                 | 1       | 2014       |
| Puerto Rico          | 1       | 2013       |